# Onirama
Onirama je řecká hudební skupina. Byla založena v roce 2000 v Soluni pod názvem Mixing Up the Medicine, v roce 2003 přijala současný název, odvozený z výrazu τα όνειρά μας („naše sny“). Její styl vychází z pop rocku, který je obohacen o vlivy řeckého folklóru i elektronické taneční hudby. V roce 2005 nahráli první desku, která obsahovala i hit „Ο Χορός (Κλείσε τα Μάτια)“. Za album Κλεψύδρα (Vodní hodiny) získala Onirama v roce 2008 zlatou desku. V roce 2009 byla skupina nominována na MTV Europe Music Awards. Ke komerčnímu úspěchu přispělo v roce 2011 společné turné se Sakisem Rouvasem. V roce 2013 skupina uzavřela smlouvu se společností Minos EMI.

## Složení

### Současní členové
- Thodoris Marantinis (zpěv, kytara)
- Giorgos Kokonidis (kytara)
- Christos Tresintsis (klávesy)
- Alexis Papakonstantinou (baskytara)
- Dimitris Kokonidis (bicí, perkuse)

### Bývalí členové
- Kostas Karakatsanis
- Dionisis Pratzis

## Diskografie
- Δύσκολος Καιρός για Πρίγκιπες (2005)
- Κλεψύδρα (2008)
- Στη χώρα των τρελών (2010)
- Μεθυσμένο Τατουάζ (2014)
- Ποπ Αρτ (2017)